# Баевка (Кузоватовский район)
Баевка — село в Коромысловском сельском поселении Кузоватовского района Ульяновской области. 

## География
Находится на расстоянии примерно 16 километров по прямой на восток-северо-восток от районного центра поселка Кузоватово.

## История
Село Баевка образовалось в начале XVIII века.
В октябре 1861 году была открыта школа при церкви. В 1872 году было построено специальное здание школы на 40 человек, было 2 учителя. В 1932 году началось строительство двухэтажной школы.
В 1896 году была построена каменная церковь.
В 1913 в селе было дворов 667, жителей 4175 и церковь с двумя школами. В 1990-е годы  работал колхоз «Баевский».
В 1919 году был создан был создан Совет, первый председатель — Д.К. Новиков, который был застрелян бандой Никиты Ухачева в 1920 году.
В 1930 году образован колхоз имени Молотова, в 1955 году колхоз стал миллионером, в 1959 году колхоз переименован в колхоз «Россия».
В 1998 году построена новая церковь на пожертвование прихожан.
В 2000 году село Баевка полностью газифицировано.

## Население
Население составляло 721 человек в 2002 году (91% русские), 624 по переписи 2010 года.

## Известные уроженцы
- Покровский Василий Андреевич (1879 — 1941), протоиерей, священномученик РПЦ[5].

## Достопримечательности
- Баевское окаменелое дерево — кипарис, находится в лесу за северной окраиной села[6].